# Lạc trường niên
Lạc trường niên, hay còn gọi lạc tiên, cỏ lạc (danh pháp khoa học: Arachis glabrata) là loài thực vật họ đậu có xuất xứ từ Nam Mỹ được Bentham, G., mô tả đầu tiên năm 1859. Hoa nhỏ dạng hoa đậu màu vàng. Cây thường được trồng như một loài cỏ có tác dụng bảo vệ đất chống xói mòn, rễ cây có chứa nấm cộng sinh có tác dụng cố định đạm tự do. Cây đôi khi dùng làm cảnh.

## Hình ảnh

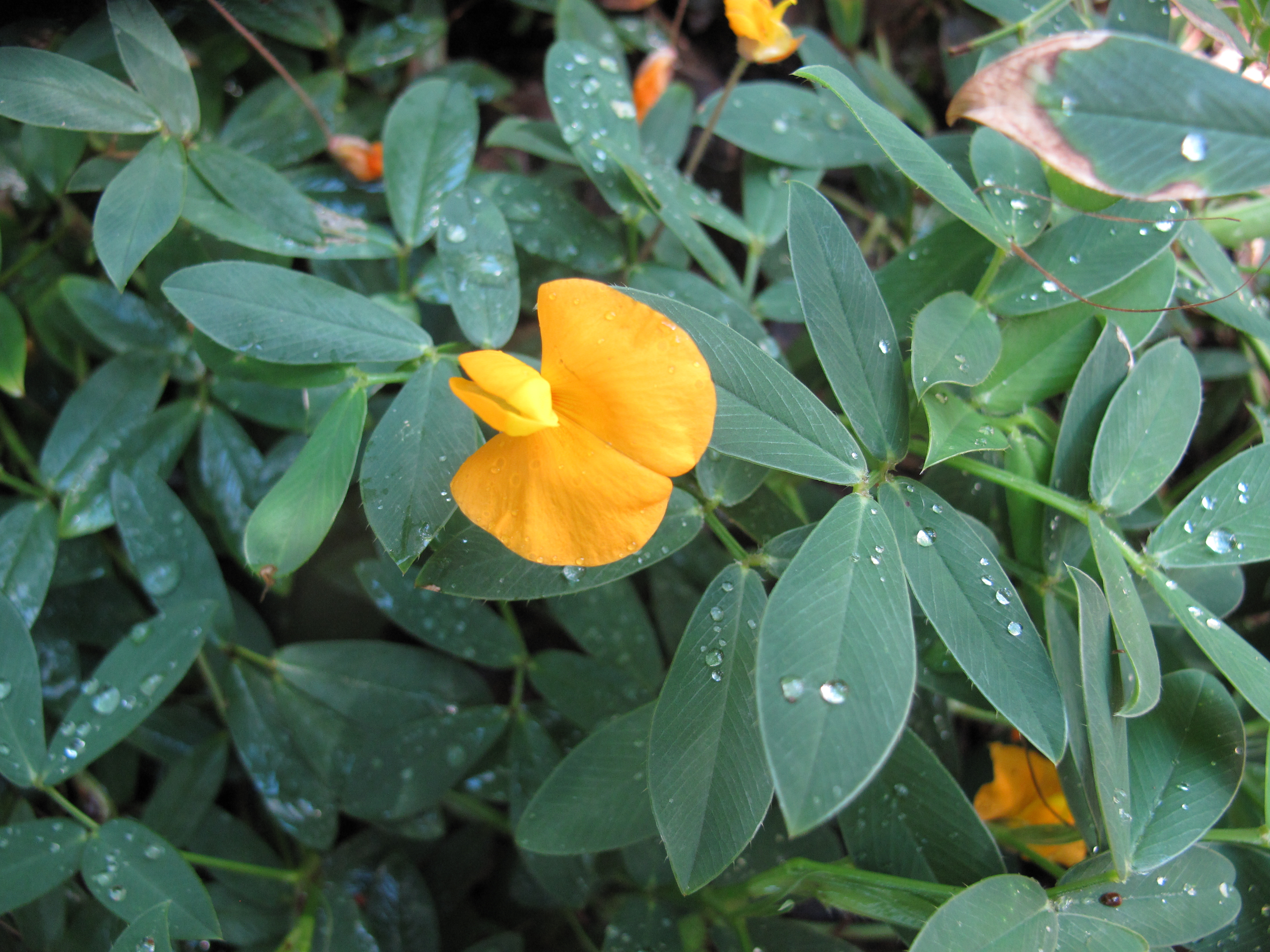